# 宜昌耳蕨
宜昌耳蕨（学名：Polystichum ichangense）为鳞毛蕨科耳蕨属下的一个种。

## 扩展阅读
- 維基物種上的相關：宜昌耳蕨